# Вулиця Олександра Архипенка (Київ)
Ву́лиця Олекса́ндра Архи́пенка — вулиця в Оболонському районі міста Києва, житловий масив Оболонь. Пролягає від Йорданської вулиці до проспекту Володимира Івасюка.

## Історія
Запроєктована в 1960-ті роки під назвою Стадіонна (№ 6). З 1970 року мала назву вулиця Мате Залки, на честь угорського письменника Мате Залки. Забудову вулиці розпочато в 1972 році.
Сучасна назва на честь українського й американського скульптора і художника, одного з основоположників кубізму в скульптурі Олександра Архипенка — з 2016 року.

## Установи та заклади
- Бібліотека імені Самеда Вургуна (№ 3)
- Бібліотека імені Олени Пчілки для дітей (№ 3)
- Кінотеатр «Братислава» (№ 5)